# Attone (vescovo di Novara)
Attone (Piemonte, ... – Novara, febbraio 830) è stato un vescovo italiano.

## Biografia
Attone nacque in data sconosciuta, in terra piemontese.
Eletto vescovo di Novara a novembre dell'800 e rimase in carica nella propria sede fino alla sua morte, a febbraio dell'830.
Secondo gli antichi dittici era ritenuto essere il primo vescovo di Novara, ma studi d'archivio successivi hanno dimostrato l'esistenza di una lunga serie di suoi predecessori.